# Giuseppe Alberigo
Giuseppe Alberigo (Cuasso al Monte (Varese), 1926 - Bolonha, 15 de junho de 2007) foi um importante historiador da Igreja Católica.
Estudou na escola de Hubert Jedin, historiador alemão, e na de Delio Cantimori em Firenze; seu mestre foi Giuseppe Dossetti, da quem herdou uma visão da história da Igreja com uma função de promover as orientações progressistas da política eclesiástica.
A sua obra mais importante foi a direção da iniciativa editorial Storia del Concílio Vaticano II, mas o seu caráter progressista não teve unânime acolhimento no âmbito católico, com recensioni critiche apparse su l'Osservatore Romano.

## Obras
- Giuseppe Dossetti. Un itinerario spirituale  in collaborazione con Melloni Alberto, Ravignani Eugenio Edizioni Nuova Dimensione, 2006
- Breve storia del Concílio Vaticano II (1959-1965), edizioni Il Mulino, 2005
- Papa Giovanni (1881-1963), edizioni EDB, 2000
- Dalla laguna al Tevere. Angelo Giuseppe Roncalli da S. Marco a San Pietro, edizioni Il Mulino, 2000
- Storia del Concílio Vaticano II [vol 4], Ed. Il Mulino, 1999
- Il Concilio adulto. Il secondo periodo e la seconda intersessione (Settembre 1963-settembre 1964), Il Mulino, 1998
- Il cristianesimo in Italia, Edizioni Laterza, 1997
- Chiesa santa e peccatrice, Edizioni Qiqajon, 1997
- Il concilio di Trento. Istanze di riforma e aspetti dottrinali in collaborazione con Scarpati Claudio, Alberigo Giuseppe Edizioni Vita e Pensiero, 1997
- Il cristianesimo in Italia, Mondadori, 1992
- La pace: dono e profezia in collaborazione con Enzo Bianchi, Carlo Maria Martini, Edizioni Qiqajon, 1991, 2ª ed.
- La riforma protestante. Origini e cause, Edizioni Queriniana, 1988, 2ª ed.